# João Ananias
João Ananias Jordão Júnior, meglio noto come João Ananias (Recife, 12 gennaio 1991), è un calciatore brasiliano, centrocampista del Njarðvík.

## Carriera
Ha giocato nella seconda divisione brasiliana.